# Capital estructural
El Capital estructural es conocimiento que la empresa "aloja" en sus personal y sistemas, podemos decir que es el conocimiento que la organización consigue explicitar, sistematizar e internalizar y que en un principio puede estar latente en las personas y equipos de la empresa. Quedan incluidos todos aquellos conocimientos estructurados de los que depende la eficacia y la eficiencia interna de la empresa: los sistemas de información y comunicación, la tecnología disponible, los procesos de trabajo, las patentes los sistemas de gestión. El capital estructural es propiedad de la empresa, queda en la organización cuando sus personas la abandonan. Un sólido capital estructural facilita una mejora en el flujo de conocimiento e implica una mejora en la eficacia de la organización.